# 長井小花介
長井小花介（学名：Cytherelloidea nagaensis）为小浪花介科小花介屬下的一个种。